# Janez Kavar
Janez Kavar, slovenski častnik, obrambni, vojaški, letalski in pomorski ataše, * 23. junij 1950, Ljubljana.
Brigadir Kavar je bil načelnik Poveljstva za doktrino, razvoj, izobraževanje in usposabljanje.
Je veteran vojne za Slovenijo, gorski reševalec, publicist; pobudnik za postavitev spomenika vsem padlim in umrlim vojakom v slovenskih gorah (v Bohinjski Beli); od 2016 častni član Zveze vojaških gornikov Slovenije; učitelj smučanja

## Vojaška kariera
- načelnik Poveljstva za doktrino, razvoj, izobraževanje in usposabljanje (2003–?)
- obrambni, vojaški, letalski in pomorski ataše (ZDA, Kanada, Argentina; 1999–2003)
povišan v brigadirja (21. december 1998)
- načelnik oddelka G-7, GŠSV (? - 1999)
povišan v podpolkovnika (18. junij 1993)

## Odlikovanja
- srebrna medalja generala Maistra z meči